# Bouddhisme en Roumanie
Les branches du bouddhisme pratiquées en Roumanie sont le bouddhisme zen, le bouddhisme tibétain, dont le chef est le dalaï-lama, le bouddhisme Theravada et le bouddhisme Shin. La branche Shin ne compte qu'une quinzaine de membre. Le seul temple bouddiste zen du pays se trouve dans le quartier Dristor de Bucarest. En 2009, le premier centre du bouddhisme tibétain en Roumanie a été ouvert à Dealu Viilor.

## Sources et références
1. 1 2  (ro) « Cum poţi să te converteşti la budism în România | Romania Libera », sur romanialibera.ro (consulté le 25 mai 2021)
2. ↑  (en) Buletinul Comunei Mosoaia, « Primul centru de buddhism tibetan din Romania s-a deschis la Mosoaia », sur bitpress.ro, 17 novembre 2009 (consulté le 25 mai 2021)